# Circoniscus pallidus
Circoniscus pallidus är en kräftdjursart som beskrevs av Arcangeli 1936. Circoniscus pallidus ingår i släktet Circoniscus och familjen Scleropactidae. Inga underarter finns listade i Catalogue of Life.